# ژولیای بزرگ
ژولیای بزرگ (انگلیسی: Julia the Elder؛ ۳۰ اکتبر ۳۹ پیش از میلاد – ۱۴ میلادی (سن ۵۲)) دختر و تنها فرزند بیولوژیکی آگوستوس (۶۳ پیش از میلاد تا ۱۴ پس از میلاد)، اولین امپراتور روم، و همسر دوم او، اسکریبونیا (همسر آگوستوس) بود. ژولیا همچنین خواهر ناتنی و همسر دوم امپراتور تیبریوس بود. لقب او «بزرگ» او را از دخترش ژولیای کوچک متمایز می‌کند. پس از یک ازدواج کوتاه با مارسلوس (خواهرزاده آگوستوس)، که در ۲۳ قبل از میلاد درگذشت، ژولیا سپس با مارکوس ویپسانیوس آگریپا، ستوان ارشد آگوستوس، در ۲۱ پ. م ازدواج کرد. دو پسر بزرگ آنها در سال ۱۷ قبل از میلاد توسط آگوستوس به فرزندخواندگی پذیرفته شدند و نام‌های گایوس سزار و لوسیوس سزار را بر آنان نهادند. ژولیا یک پسر سوم به نام آگریپا پوستوموس و دو دختر به نام‌های ژولیای کوچک و آگریپینای بزرگ داشت. ازدواج سوم او با تیبریوس بود که در این هنگام در سال ۲ پیش از میلاد به جرم زنا به تبعید محکوم شد.

## تولد
مادر ژولیا اسکریبونیا همسر دوم آگوستوس بود که در سال ۳۹ پیش از میلاد به دنیا آمد. وقتی نوزاد بود آگوستوس مادرش را طلاق داد تا با لیویا ازدواج کند. ژولیا به سختگیری بزرگ شده بود و هر حرف و عمل او تحت نظر بود. طولی نکشید که آگوستوس سعی کرد از ارزش ازدواج دختر کوچکش سوء استفاده کند. خواهر او اکتاویا با مارک آنتونی ازدواج کرده بودو به منظور تقویت اتحاد متزلزل خود، ژولیای دو ساله در سال ۳۷ قبل از میلاد با پسر آنتونی (توسط همسر قبلی) مارکوس آنتونیوس آنتیلوس نامزد شد. این ازدواج هرگز انجام نشد، زیرا پس از جدایی و شکست آنتونی، چنین پیوندی از نظر آگوستوس بدتر از بی فایده بود. او با پیش‌بینی خطری بالقوه در وارث زنده بزرگ‌ترین دشمن خود، آنتیلوس را اعدام کرد. تربیت ژولیا در خانه ای انجام شد که توسط نامادری اش لیویا و آگوستوس اداره می‌شد.

## اولین ازدواج
هنگامی که ژولیا به سن ۱۴ سالگی رسید، طبق استانداردهای رومی به اندازه کافی بزرگ بود که بتواند ازدواج کند، و ترتیبات آگوستوس برای نامزدی او نه تنها نشان دهنده احساس شدید مصلحت سیاسی او، بلکه همچنین مشکل شخصی است که او و لیویا دروسیلا را درگیر کرده بود. با ۱۱ سال ازدواج در سال ۲۵ قبل از میلاد و بدون فرزند، به نظر می‌رسید که هیچ وارث مستقیم مذکری وجود نخواهد داشت. او تنها فرزند امپراتور بود و بنابراین مهم‌تر از آن بود که اجازه انتخاب شوهر به او داده شود. مارسلوس (خواهرزاده آگوستوس) برای ازدواج او در نظر گرفته شد. آگوستوس هنگام جستجوی وارث، پسران همسرش سومش لیویا از ازدواج قبلی را در نظر نمی‌گرفت. او کسی از خانواده خود را که هم خون با دخترش بود را انتخاب کرد. مارسلوس پسر اکتاویا -۱۶ ساله خواهر محبوب آگوستوس - بود و آگوستوس او را به عنوان وارث خود انتخاب کرد. مارسلوس و ژولیا ۲۵ قبل از میلاد ازدواج کردند. یک یا دو سال بعد در سال ۲۳ قبل از میلاد، ولیعهد بیمار شد و درگذشت و فرزندی از خود به جای نگذاشت.

## دومین ازدواج
ژولیا در سن ۱۶ سالگی بیوه شد. یک بار دیگر مجبور شد در ۲۱ پیش از میلاد، به خواسته‌های پدرش عمل کند و با مردی که او انتخاب کرده بود ازدواج کند. مارکوس ویپسانیوس آگریپا دوست مادام العمر آگوستوس بود. او در هنرهای رزمی و وظایف سازمانی سرآمد بودا و مجبور شد ازدواج خود را با مارسلای بزرگ فسخ کند. مارسلا دختر اکتاویا، خواهر آگوستوس و خواهر شوهر قبلی ژولیا بود. آگوستوس پیروزی‌های نظامی خود را مدیون آگریپا می‌دانست. تا زمانی که مارسلوس زنده بود و آگوستوس از او به عنوان وارث حمایت می‌کرد، منابع باستانی نشان می‌دهند که مدتی رقابتی بین «ولیعهد» جوان و آگریپا پیر به وجود آمده بود. وقتی مارسلوس درگذشت، آگوستوس دوباره به دوست قدیمی خود رفت و با ازدواج او با تنها دخترش ژولیا، آشکار ساخت که آگریپا دومین مرد روم است. آگریپا بیش از دو برابر ژولیا سن داشت. ژولیای بزرگ تحصیلکرده، خوش‌برخورد و اجتماعی بود. او از مهمانی‌ها و معاشرت با شاعران لذت می‌برد. بر اساس آنچه از آگریپا نوشته شده‌است، علایق آنها بسیار متفاوت بود.
داده‌های کتیبه‌ای نشان می‌دهد که ژولیا، آگریپا را در بخش‌هایی از مأموریت‌های دیپلماتیک شرقی او که از سال ۱۶ قبل از میلاد آغاز می‌شد، همراهی می‌کرد. در هر صورت، ژولیا زمان زیادی را به تنهایی در رم می‌گذراند، زیرا شوهرش در سراسر امپراتوری برای مبارزات نظامی و سایر مبارزات سفر می‌کرد. اما آنها پنج فرزند داشتند. دو دختر به نام‌های ژولیای کوچک و آگریپینای بزرگ و سه پسر به نام‌های گایوس سزار و لوسیوس سزار و آگریپا پوستوموس که پس از مرگ پدرش، پوستوموس نامیده شد. برخی از نویسندگان باستانی اشاره می‌کنند که حتی در طول این ازدواج نیز ژولیا به شوهرش خیانت می‌کرد. آگریپا در سال ۱۲ قبل از میلاد در سن ۵۱ سالگی به‌طور ناگهانی درگذشت. ژولیا پنجمین فرزند آنها را به دنیا آورد و در ۲۷ سالگی دوباره بیوه شد. آگوستوس پسران بزرگ او، گایوس و لوسیوس، را به فرزندخواندگی پذیرفت و او آنها را به عنوان وارثان خود انتخاب کرد. اما آنها کودک بودند و آگوستوس دیگر یک مرد جوان نبود؛ بنابراین، او باید یک مرد مسن تر و با تجربه‌تر را پیدا می‌کرد تا دومین فرمانده او باشد. تنها یک شریک معروف زنا برای دوره ازدواج ژولیا با آگریپا، نجیب زادهٔ خوش بیان سمپرونیوس گراکوس نامیده می‌شود.

## ازدواج با ولیعهد تیبریوس
با مرگ دومین شوهرش مارکوس ویپسانیوس آگریپا در سال ۱۲ قبل از میلاد، همسر آگوستوس، لیویا، توانست او را متقاعد کند که از طریق ازدواج، از پسرانی که از ازدواج قبلی داشت، حمایت کند. تیبریوس و دروسوس، به عنوان جانشینان احتمالی مطرح بودند. آگوستوس تیبریوس را مجبور کرد همسرش را که علاقه زیادی به او داشت طلاق بدهد و با ژولیا در ۱۱ قبل از میلاد ازدواج کند. این یک ازدواج ناخواسته و ناخوشایند برای هر دوی آنها بود اگرچه ممکن بود در آغاز زندگی مشترکشان، زمانی که کودکی متولد شد، دوره کوتاهی از خوشبختی وجود داشته باشد پس از مرگ پسری از ژولیا در سال ۶ قبل از میلاد، تیبریوس سمت خود را در اداره روم رها کرد و به جای اینکه با همسرش باشد به رودس رفت. این زوج از هم جدا شدند. تیبریوس در سال ۶ قبل از میلاد از اختیارات ویژه فرماندهی و مصونیت برخوردار شد. او در این مرحله بدون شک دومین مرد رم بود، اما موقعیت او در خط قدرت نهایی توسط گایوس و لوسیوس سزار، پسران کوچک ژولیا از آگریپا، که آگوستوس برای جانشینی خود آماده می‌کرد، مسدود شد. مشخص نیست که آیا حسادت نسبت به این پسران یا خشم نسبت به رفتار مادرشان بود که باعث شد تیبریوس ناگهان از زندگی عمومی در سال ۶ قبل از میلاد کناره‌گیری کند. در آن سال با اکراه به او اجازه نقل مکان به رودس داده شد تا در رشته فلسفه تحصیل کند.

## بعد از ترک شدن توسط تیبریوس
ژولیا نه سال تنها در رم زندگی کرد. تمام منابع باستانی گمان می‌کنند که او در آن زمان فساد زیادی داشته‌است. اما آنها این را عمدتاً از وقایع سال ۲ قبل از میلاد استنباط می‌کنند. سبک زندگی او به‌طور قابل توجهی با آرمان‌های رومی دربارهٔ یک زن رومی با فضیلت متفاوت بود، سبکی که توسط آگوستوس و همسرش لیویا به شدت تبلیغ می‌شد. ژولیا در بسیاری از مهمانی‌ها از دوستانش پذیرایی کرد، شراب زیادی می‌نوشید. ژولیا متهم به داشتن یک زندگی بی بند و باری شد و آوازه زناهای او در روم پیچیده شد. آگوستوس در مورد همه چیز در رم به خوبی مطلع بود، بنابراین ما به سختی می‌توان پذیرفت که تمام رم از زندگی رسوای دخترش با خبر بوده‌است، اما او این موضوع را نمی‌دانست. به نظر می‌رسد در سال ۲ قبل از میلاد، ژولیا از نوعی خط قرمز عبور کرده باشد.

## دستگیری و تبعید
به عنوان دختر آگوستوس، مادر (در حال حاضر به‌طور قانونی خواهر) دو تن از وارثان او، لوسیوس و گایوس، و همسر، تیبریوس، آینده ژولیا برای همه مطمئن به نظر می‌رسید. با این حال در ۲ قبل از میلاد او به جرم زنا و خیانت دستگیر شد. آگوستوس نامه ای به نام تیبریوس برای او فرستاد و ازدواج را باطل اعلام کرد (تیبریوس در این زمان در جزیره رودس بود و قادر به پاسخ سریع نبود). آگوستوس همچنین در انظار عمومی اظهار داشت که او علیه جان خود او توطئه می‌کرده‌است.
آگوستوس فوراً او را از تیبریوس به‌طور غیابی طلاق داد و اموال شخصی او را مصادره کرد. سرانجام آگوستوس پس از تهدید او به مرگ، ژولیا را در سال ۲ قبل از میلاد به ونتوتن، جزیره ای در سواحل کامپانیای ایتالیا تبعید کرد. این جزیره صخره ای بود که توسط اقیانوس احاطه شده بود. امپراتور ورود مردان غیرتأیید شده و شراب را به جزیره ممنوع کرد و هر ملاقاتی باید توسط شخص او تأیید می‌شد. امپراتور همچنین عاشقان او را مجازات کرد.
ژولیا علیرغم رسوایی خود، در بین مردم رم بسیار محبوب بود و تظاهراتی به نفع او برگزار شد.

## ارتباط با قوانین
در سال ۱۸ پیش از میلاد، آگوستوس در تلاش برای احیای فضایل و اخلاق روم قدیم، مجموعه ای از قوانین سختگیرانه ازدواج که به نام لکس یولیا در مورد کنترل زنا شهرت دارد را پیشنهاد داد و وضع کرد. در این قوانین اگرچه زنا برای هر دو جنس زن و شوهر جرم محسوب می‌شد، اما زن متأهل اگر با کسی غیر از شوهرش رابطه جنسی داشته باشد، گناهکار زنا می‌شد، در حالی که مرد متأهل تنها در صورتی که با زن شوهردار رابطه جنسی داشته باشد، گناهکار زنا بود. به عبارت دیگر، برای مردان متأهل، زنان مجرد، کنیزان، روسپی‌ها و هم‌بالینی مشروع در دسترس بودند.
یکی از دغدغه‌های اصلی قوانین اقتدارگرایانه پدرسالارانه، قطعیت پدری بود. مجازات متخلفان سخت بود. یک پدر می‌توانست دختر متأهل خود را بکشد، اگر او با معشوقش در مخمصه گرفتار شود. یک شوهر موظف بود زنش را فوراً طلاق دهد. کسانی که این کار را نمی‌کردند به دلالی محبت متهم می‌شدند. یک زن تازه طلاق گرفته و معشوقش علاوه بر تحمل مجازات‌های سنگین مالی، در صورت محکومیت در دادگاه ویژه، تبعید می‌شدند.
در این راستا زنی که به عنوان الگوی عفت و سرمشق خدمت می‌کرد، دختر خودش بود. در واقع آگوستوس دستور داد یک سکه رومی از ژولیا به عنوان اولین تصویر از یک زن (غیر الهه) بر روی یک سکه رومی ضرب شود. در این سکه ژولیا درحالی‌که در کنار دو پسر جوانش قرار داشت، دیده می‌شود. ژولیا بسیار مورد علاقه آگوستوس و برای سیاست او مفید بود - تا اینکه روابط عاشقانه او باعث رسوایی او شد. در سال در ۲ پیش از میلاد، بر اساس همین قانون بود که خود آگوستوس موظف شد تنها فرزندش، ژولیا را برای تبعید به جزیره پانداتریا بفرستد.

## تئوری توطئه
تبعید یک مجازات رایج برای هر زن و مرد زناکار بود. اما منابع امروزی (برخلاف منابع باستانی) مجازات بیشتری را برای کسانی که ادعا می‌شد با ژولیای بزرگ در ارتباط بودند، ذکر می‌کنند. این منابع به عنوان جرم، به جز زنا، به خیانت نیز اشاره می‌کنند. حداقل یکی از عاشقان ژولیا پسر مارک آنتونی، ژولیوس آنتونیوس دشمن قدیم آگوستوس، به جرم خیانت اعدام شد. اگرچه این پسر توسط خواهرش اکتاویا در خانواده امپراتور بزرگ شده بود، اما هرگز مقام و افتخاری دریافت نکرد و از مشارکت در سیاست دلسرد شد. کاسیوس دیو می‌گوید که ژولیوس آنتونیوس اعدام شد. برخی از مورخان مدرن اصرار دارند که مجازات و رفتار آگوستوس با آنتونیوس و دیگر عاشقان ژولیا برای انجام تنها یک جرم زنای معمولی بسیار سخت بود. ممکن است ظن به انجام برخی از توطئه‌ها در آن دخیل بوده باشد. برای نمونه رابطه دخترش با پسر مارک آنتونی، ژولیوس آنتونیوس از نظر سیاسی یرای پدرش خطرناک بود. گمان می‌رود که آگوستوس که به‌طور طبیعی نگران ادامه سلسله‌اش بود، باید مطمئن می‌شد که «پسرانی از خون خودش» یعنی نوه‌هایش گایوس و لوسیوس - در زمان آغاز تبعید ژولیای بزرگ هشت و پنج ساله - در صف جانشینی پس از مرگ او باشند و از آنجائیکه نگران این بود که در تلاش برای سرنگونی سلسله‌اش، هر نجیب‌زاده جاه‌طلبی می‌توانست شاهزاده خانم را به ازدواج وادار کند، به بهانه زنا آنها را از سر راه برداشته است.

## مردان در ارتباط

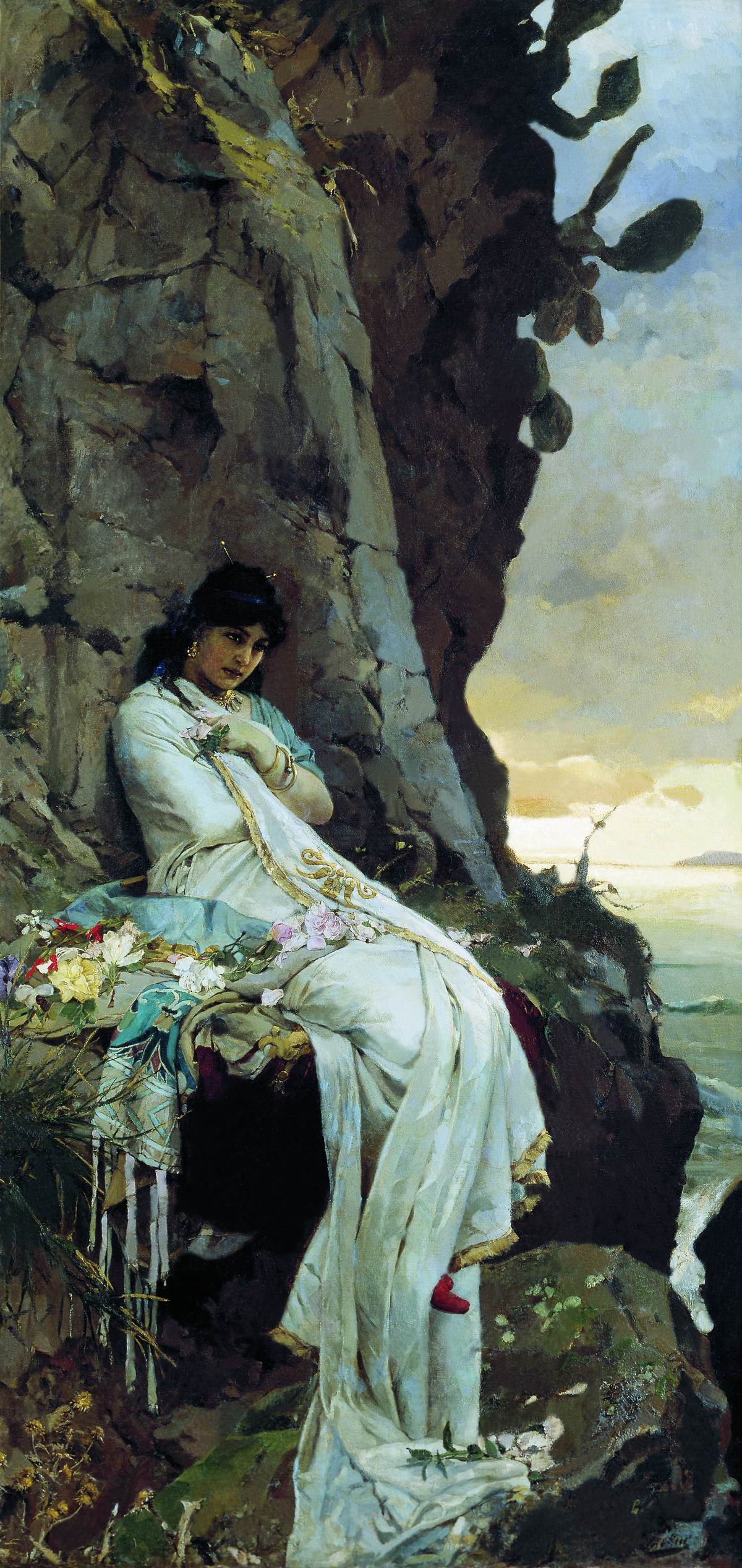
تصویری نقاشی شده از ژولیا در تبعید

بر اساس نوشته ولیوس پاترکولوس پنج مردی که ادعا می‌شد با ژولیا در ارتباط بود، همگی از خانواده‌های برجسته‌ای بودند و عبارتند از:
- ژولیوس آنتونیوس پسر آنتونی با فولویا بود که توسط خواهر آگوستوس، اکتاویای خیرخواه بزرگ شده بود. حتی اگر آنتونیوس کم و بیش درست در کنار خانواده سلطنتی بزرگ شده بود، برخی از باستانیان بر این باور بودند که او ممکن است مدت‌ها جاه‌طلبی برای انتقام از پدرش داشته باشد. همان‌طور که برخی از نویسندگان باستانی ادعا می‌کنند و همان‌طور که چندین مورخ مدرن استدلال می‌کنند، ممکن است که این مرد جوان و همکارانش توطئه ای را برای از بین بردن آگوستوس و رژیم استبدادی او تشکیل داده باشند و ژولیا، آگاهانه یا ناخواسته، در آن دخیل بوده‌است.[۱]
- سمپرونیوس گراکوس یک نجیب‌زاده رومی بود که با ژولیای زمانی که همسر مارکوس ویپسانیوس آگریپا و تیبریوس بود درگیر یک رابطه طولانی مدت بود.
- کلودیوس کائکوس
- تیتوس
- پوبلیوس کورنلیوس سیپیون (کنسول ۱۶ پیش از میلاد)

پس از فرستادن ژولیا به جزیره اش، چهار تن از معشوقه‌های نامبرده او نیز تبعید شدند و ایولوس آنتونیوس یا مانند برادرش اعدام شد، یا مانند پدرش به سوی خودکشی رانده شد.

## مرگ
در سال ۴ بعد از میلاد او به رگیوم منتقل شد. آگوستوس همچنین به مادر او اجازه داد ژولیا را در جزیره همراهی کند. وقتی آگوستوس درگذشت و تیبریوس امپراتور شد، وضعیت ژولیا بدتر شد. تیبریوس درآمد او را گرفت و او را از خروج از خانه منع کرد. او در سال ۱۴ میلادی به دلیل سوء تغذیه درگذشت. به گفته نویسنده رومی قرن پنجم، ماکروبیوس، او زنی شوخ و باهوش و مورد علاقه مردم بود. با این حال، آگوستوس به او رحم نکرد و او را «بیماری در بدن من» خواند. سرانجام، موردی در وصیت نامه آگوستوس دفن او در مقبره خانوادگی را ممنوع کرد.

## فرزندان
آن پسران و دخترانی که آگوستوس به آنها امید زیادی داشت، به پایانی ناگهانی، غم‌انگیز و حتی شرم‌آور رسیدند. لوسیوس سزار در سال ۲ پس از میلاد بر اثر تب و گایوس پس از مجروح شدن در نبرد در سال ۴ میلادی درگذشت. ژولیای کوچک ردپای محکوم به فنا مادرش را دنبال کرد و دو بار به دلیل زنا تبعید شد، بار دوم، در سال ۸ پس از میلاد، تا آخر عمر. آگریپا پوستوموس، به شخصیتی شریر و آشفته تبدیل شد که پدربزرگش از او متنفر بود و از او می‌ترسید. اندکی پس از مرگ آگوستوس، و ظاهراً به دستور او، آگریپا پستوموس در محل تبعید خود اعدام شد. سرانجام، آگریپینای بزرگ، مادر امپراتور منفور کالیگولا نیز، اگرچه در طول زندگی خود صادق بود، اما با تیبریوس درگیر شد و به پانداتریا تبعید شد، جایی که در سال ۳۳ پس از میلاد از گرسنگی مرد.

## در فرهنگ عامه
- دومینا، یک مجموعه تلویزیونی درام تاریخی بریتانیایی-ایتالیایی ساخته شده در ۲۰۲۳–۲۰۲۱ است. در این فیلم ژولیا تنها فرزند و محبوب آگوستوس است. پدرش به او تحصیلات درخشانی داد که معمولاً به دیگر اعضای زن خانواده نمی‌داد. او یک ناهنجاری در جامعه روم بود. آگوستوس او را بالا برد تا مقامات بلندپایه را تحت تأثیر قرار دهد. او را مانند یک وارث مرد گرامی داشت، اما او را در قفسی از طلا نگهداری می‌کرد. آگوستوس می‌خواست ژولیا شبیه همسرش لیویا یک همسر رومی متواضع و بانوی اول روم باشد. با این حال او بارها او را مجبور به ازدواج با هر مردی که می‌توانست برای حفظ موقعیت او مفید باشد، کرد. ژولیا در نهایت تنها انتقامی را که می‌توانست گرفت، با استفاده از بدن خود با گرفتن معشوقه‌هایی که می‌دانست پدرش را که اخلاق و وفاداری را در رأس دستور کار خانواده رومی قرار داده بود، آزار داد.[۸]

سینما و تلویزیون
- در اقتباس تلویزیونی بی‌بی‌سی در سال ۱۹۷۶ از رمان «من، کلودیوس»، فرانسیس وایت نقش جولیا را بازی کرد.[۹]
- در مینی سریال ایتالیایی «امپراتوری: آگوستوس»، ویتوریا بلودره نقش جولیا را بازی می‌کرد. این سریال بر رابطه بین آگوستوس و جولیا تمرکز داشت، جایی که آگوستوس روایت می‌کند که چگونه به قدرت رسیده است.[۱۰]پس از اینکه توسط پدرش و لیویا مجبور به ازدواجی توهین‌آمیز با تیبریوس شد، رابطه‌ای عاشقانه با ایولوس آنتونیوس آغاز می‌کند. ایولوس متعاقباً برای رهایی جولیا از نقشه‌های سلطنتی‌اش، آگوستوس را به قتل می‌رساند که منجر به تبعید جولیا می‌شود.[۱۱]
- در فیلم «ردا»، نقش او را روزالیند ایوان بازی کرد و حضوری نابهنگام در نقش همسر تیبریوس داشت.[۱۲]
- در سریال تلویزیونی دومینا محصول ۲۰۲۱، لیا اوپری نقش او را بازی کرد.